# Éric Woerth
Éric Woerth (Creil, 29 januari 1956) is een Frans politicus. Hij is lid van de Union pour un Mouvement Populaire (UMP). Hij bekleedde verschillende functies in de regering van de toenmalige regio Picardië en in de regering van Frankrijk. Sinds 1995 is hij ook burgemeester van Chantilly.
Woerth volgde zijn opleiding bij de École des Hautes Études Commerciales en het Institut d'études politiques de Paris. Na zijn studie begon hij een loopbaan in het bedrijfsleven. Later koos hij voor de politiek. Van 17 maart 1986 tot 22 maart 1992 was hij lid van de regering van de toenmalige regio Picardië, daarna tot 15 maart 1998 was hij daar vicepresident en later tot 15 juli 2002 weer gewoon regeringslid. Sinds 1993 was hij penningmeester van de RPR. In 1995 werd hij burgemeester van Chantilly, ook in Picardië. Die functie bekleedt hij nog steeds.
Hij was in 2002 penningmeester voor de campagne van Jacques Chirac voor de presidentsverkiezingen, dus voor de RPR. Toen aan het einde van 2002 de RPR veranderde in de UMP bleef hij aan als penningmeester. Voor de presidentsverkiezingen van 2002 was hij penningmeester voor de campagne van Nicolas Sarkozy. Na de presidentsverkiezingen van 2007 belastte Nicolas Sarkozy in zijn nieuwe regering Éric Woerth met de taak het stelsel van de pensioenuitkeringen te hervormen. Tegelijk bestreed hij de vlucht van vermogen uit Frankrijk. Dit was zijn eerste functie als minister, in 2010 werd hij minister voor arbeid.
In zijn beide functies als minister kreeg hij veel kritiek van met name de mediaorganisatie Mediapart. Mediapart heeft hem ervan beschuldigd, dat hij L'Oréal een groot bedrag aan belasting had kwijt gescholden in ruil voor een functie voor zijn vrouw bij L'Oréal. Volgens anderen zou hij bovendien een ontoelaatbare bijdrage voor de UMP hebben aangenomen van Liliane Bettencourt. Deze affaire heette de affaire Woerth Bettencourt. Liliane Bettencourt is het enige kind van Eugène Schueller, de stichter van L'Oréal.
In maart 2010 heeft hij in de functie van minister het hippodroom van Compiègne verkocht. Hij kreeg er kritiek voor, dat die verkoop niet regulier zou zijn verlopen.
In juli 2010 legde hij zijn functie als penningmeester van de UMP neer, vanwege belangenverstrengeling. Toen in november 2010 Nicolas Sarkozy en François Fillon een nieuwe regering vormden, trad hij ook als minister af. Hij vond, dat hij te veel kritiek kreeg om goed te kunnen blijven werken.
Hij is een liefhebber van de bergen.

## Politieke partij
RPR 1981-2002 

UMP 2002-2015 

Les Républicains 2015-heden
Dit is steeds dezelfde partij, die is in de tijd dat Woerth er lid van was twee keer van naam veranderde.